# Morithamnus
Morithamnus là một chi thực vật có hoa trong họ Cúc (Asteraceae).

## Loài
Chi Morithamnus gồm các loài: